# Euthalia niepelti
Euthalia niepelti är en fjärilsart som beskrevs av Embrik Strand 1916. Euthalia niepelti ingår i släktet Euthalia och familjen praktfjärilar. Inga underarter finns listade i Catalogue of Life.